# Joanna Rajkowska
Joanna Rajkowska (* 14. Oktober 1968 in Bydgoszcz, Polen) ist eine polnische bildende Künstlerin.

## Leben
Von 1987 bis 1992 studierte Joanna Rajkowska Kunstgeschichte an der Jagiellonen-Universität in Krakau, zwischen 1988 und 1993 Malerei an der Akademie der Bildenden Künste in Krakau. Betreut von Jerzy Nowosielski schloss sie das Studium mit Auszeichnung ab. 1994 verbrachte sie im Rahmen eines Studio-Semesterprogramms an der State University of New York. Sie lebt und arbeitet in Warschau, London und in Berlin.
Joanna Rajkowska ist Redaktionsmitglied der Zeitschrift Krytyka Polityczna.

## Werk

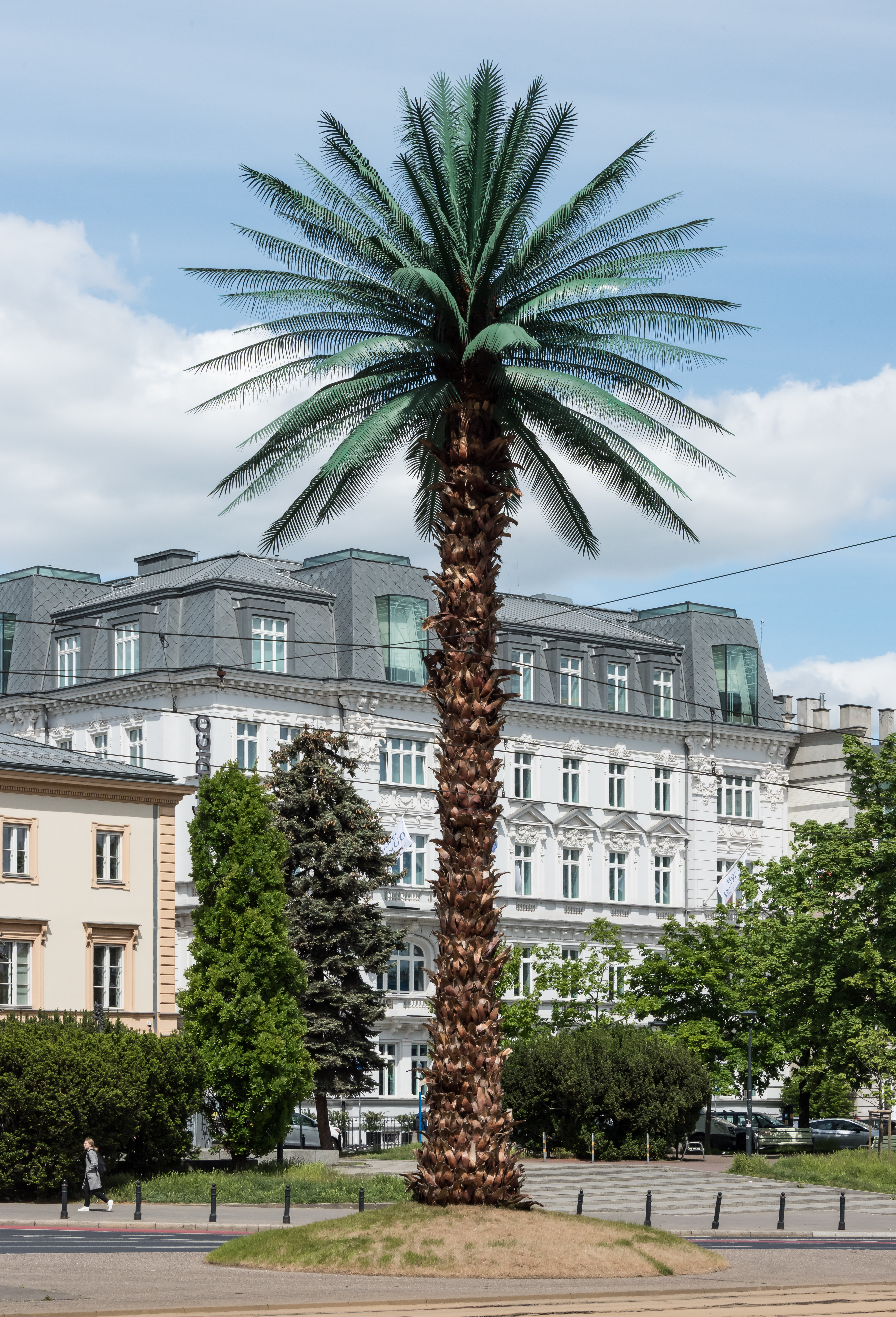
Die Palme im Jahr 2025

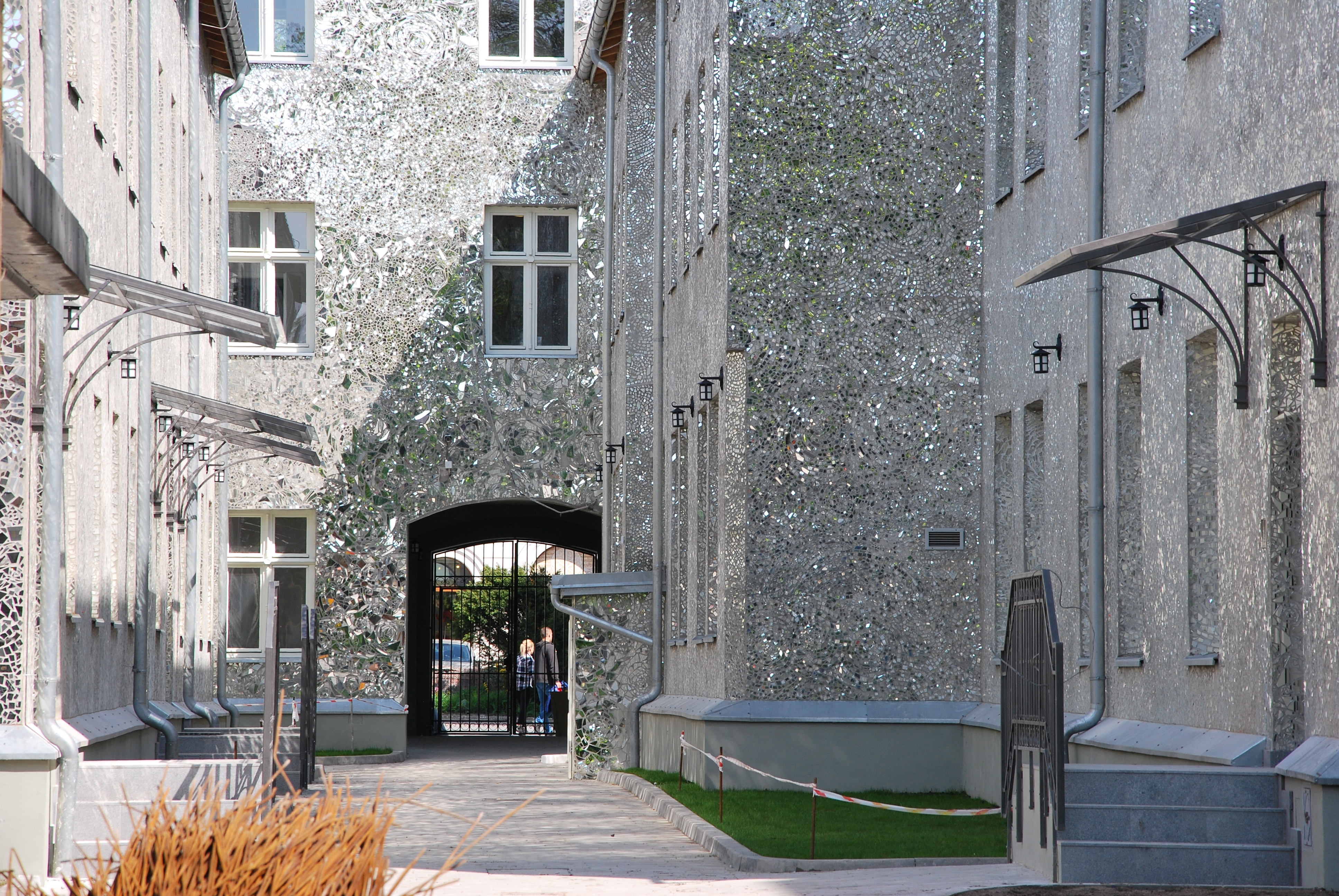
Pasaż Róży, Fassadengestaltung in der Ulica Piotrkowska 3 in Łódź

Rajkowska arbeitet mit verschiedenen Medien. Sie schafft Skulpturen, Zeichnungen auf Papier, Fotografien, Film-Installationen und Objekte. Bekannt ist sie v. a. für ihre Aktionen sowie Kunst im öffentlichen Raum.
Ein bekanntes Werk ist die Künstliche Palme in Warschau, initiiert von der Künstlerin als Installation 2002 in Warschau, sie ist noch heute dort zu sehen und gilt als ein Wahrzeichen der Stadt.
Ihre Arbeiten wurden bereits mehrfach im Museum für Moderne Kunst in Warschau präsentiert. Im Katalog zur Ausstellung Freiheit / endlich. Polnische Kunst nach 1989 in der Staatlichen Kunsthalle Baden-Baden im Jahr 2000 heißt es: „Joanna Rajkowska gehört zu den interessantesten Künstlerinnen und Künstlern, die in der zweiten Hälfte der 90er Jahre in der polnischen Kunst aufgetaucht sind. Ihrem Werk immanent ist, daß sie als Stoff ihrer Arbeiten ihre persönliche Perspektive, ihr eigenes Image, ihre Person und ihre Biographie gebraucht. […] Die Arbeiten von Rajkowska weiten sich oft zu multimedialen Bildhauerinstallationen aus […] Das Projekt ‚Erfüllung garantiert‘ […] ist ihr ironischer und provozierender Kommentar zu Welt des Massenkonsums und dem Platz, den das Individuum in dieser Welt einnimmt.“ Anlässlich der 7. Berlin Biennale für zeitgenössische Kunst 2012 in Berlin entstanden ihre Film-Installationen Born in Berlin und Final Fantasies, in denen sie sich dem „Zusammengehen von Leben und Tod, Neuanfang und schmerzlicher Vergangenheit“ auseinandersetzt.
Im Sommer 2023 wurde in Frankfurt (Oder) an der Uferpromenade der Oder die großformatige Beton-Installation »Sorry« von Rajkowska für drei Monate aufgestellt. Sie thematisiert unter anderem die Verantwortung der EU für die Abwehr von Geflüchteten an der Grenze zwischen Belarus und Polen.

## Schriften
- Where the Beast is Buried. Zero Books, Alresford, Hampshire 2013, ISBN 978-1-78279-122-5